# Író
Az író az az ember, aki irodalmi szövegeket ír. A szépirodalmi szöveget létrehozó szerzőt szépírónak is nevezik.

### Széppróza
A szűkebb értelemben vett szépíró vagy prózaíró prózai szépirodalmi szövegeket, szépprózát alkot. Művei között lehetnek elbeszélő művek (például regény, elbeszélés és novella), illetve színpadi művek (tragédia, vígjáték, tragikomédia, középfajú dráma, monodráma). A színpadi művek szerzőire használják a specifikus drámaíró, vígjátékíró stb. megnevezéseket is. A régebbi korok tudományos íróit és vallási íróit, a történetírókat, önéletírókat, valamint a mai esszéírókat ugyancsak a szépírók közé sorolhatjuk.

### Tágabban vett szépírói területek
A prózaíró mellett gyakran a költőt, különösen az eposzok, elbeszélő költemények, drámai költemények, illetve verses drámák alkotóját, valamint a dalszövegírót, a forgatókönyvírót és a librettistát is írónak vagy szépírónak nevezik.

### Újságírás és ismeretközlés
Még tágabban véve írónak nevezik az újságírót és az ismeretközlő szerzőt is, ezen belül a szakirodalmi publikáció készítőjét és az ismeretterjesztő írót. A fő foglalkozásaként ismeretközlő műveket író szerzőt szakírónak nevezik.

### Szövegíró
Az első szövegírói művek az operákhoz, operettekhez, daljátékokhoz kapcsolódnak. Későbbi műfaj ezen belül a filmszövegírás, s kimondottan huszadik században vált igen elterjedtté a dalszövegírás.

## Képzettség
Nincs olyan szakképzési forma, amely írói szakképesítést nyújtana. Léteznek írói tanfolyamok vagy az egyetemek bölcsészkarán írói kurzusok, de ezek elvégzése nem jelenti azt, hogy a résztvevők a tanfolyam sikeres elvégzése után íróvá válnak.
A világirodalom híres írói különböző tanulmányokat folytattak:
- irodalmi (Heinrich Böll, Luigi Pirandello, Bencze Attila)
- jogi (Jókai Mór, Franz Kafka, Maurice Maeterlinck, Mikszáth Kálmán, Lev Tolsztoj)
- könyvtárosi (Anatole France)
- matematikai (Esterházy Péter, Ottlik Géza, Alekszandr Iszajevics Szolzsenyicin)
- orvosi (Bertolt Brecht, Mihail Bulgakov, Anton Pavlovics Csehov, James Joyce, Stanisław Lem, Németh László, William Somerset Maugham, Magyar Imre, Lénárd Sándor)
- történelmi (Romain Rolland)
- biokémiai (Isaac Asimov)
- filozófusi (Iris Murdoch)

stb.
Volt olyan író is, aki többféle egyetemre is járt, például Henryk Sienkiewicz, aki orvostudományt és jogot, később bölcsészetet és történelmet tanult. Természetesen voltak olyanok is, akik felsőfokú végzettség nélkül lettek világhíres írók, például Jaroslav Hašek, Mark Twain, Thomas Mann és valószínűleg ebbe a kategóriába tartozott William Shakespeare is.

## Szakmai szervezetek
Az írók (és költők) a világ több országában írószövetséget alakítottak, az írók és az irodalom érdekeinek képviseletére és védelmére. Az írószövetségek további egyesüléseket hoznak létre, például az EWC-ben tömörülnek az európai írószövetségek. 
A PEN-Club olyan nemzetközi szervezet, amely előmozdítja a különböző országokbeli írók és költők együttműködését, küzd a szólásszabadságért és a "világirodalom lelkiismerete"-ként határozza meg önmagát. 101 országban van központja, többek között Magyarországon is.